# Johannes Warnardus Bilders
Johannes Warnardus Bilders, né le 18 août 1811 à Utrecht et mort le 29 octobre 1890 à Oosterbeek, est un peintre paysagiste néerlandais; il est le père de Gerard Bilders (1838-1865) et un précurseur de l'École de La Haye raison de ses liens avec HW Mesdag, Jozef Israëls, Willem Roelofs, sa future épouse Marie Bilders-van Bosse et d'autres peintres de La Haye. 

## Biographie
Johannes Warnardus Bilders naît le 18 août 1811 à Utrecht,. Il suit les cours de Jan Lodewijk Jonxis, mais il est surtout autodidacte, travaillant dans la nature, dans les forêts et les landes de sa région natale. En 1830, au début de la révolution belge, alors qu'elle lutte pour son indépendance des Pays-Bas, il est enregistré comme soldat volontaire néerlandais pour aider à réprimer le soulèvement contre le gouvernement néerlandais et le roi. Il reste dans l'armée pendant un certain nombre d'années, après quoi il retourne à Utrecht et retourne chez son professeur d'art Jonxis pour des cours de peinture. Après des voyages en Allemagne, il s’installe en 1841 à Oosterbeek, également appelé «Barbizon hollandais», où il réunit autour de lui de nombreux jeunes peintres qui deviendront par la suite des figures centrales de l’école de La Haye. Anton Mauve, Paul Gabriël et son fils Gerard Bilders, entre autres, figurent parmi ces peintres. 
En 1846, il retourne à Utrecht, où il travaille jusqu'en 1852. Il passe ensuite  un an à Amsterdam, où il rencontre Jozef Israëls. Il retourne à Oosterbeek (1855–1858). Après un certain temps, il se rend à Amsterdam pendant une longue période (1858-1880), puis retourne à Oosterbeek où il épouse sa deuxième femme, la peintre Marie Bilders-van Bosse. Ils y passent 10 ans ensemble.
Il a pour élèves : Marie Bilders-van Bosse, Gerard Bilders, Johannes Arnoldus Boland, Adrianus van Everdingen, Dirk van Lokhorst, Hendrik Willem Mesdag, Johanna Elisabeth Judith Rutgers.
Par l'intermédiaire de Paul Gabriël ou Willem Roelofs, il fait la connaissance de Eugène Verboeckhoven avec qui il collabore et effectue de l'illustration animalière sur quelques tableaux.
Johannes Warnardus Bilders meurt le 29 octobre 1890 à Oosterbeek.

## Galerie

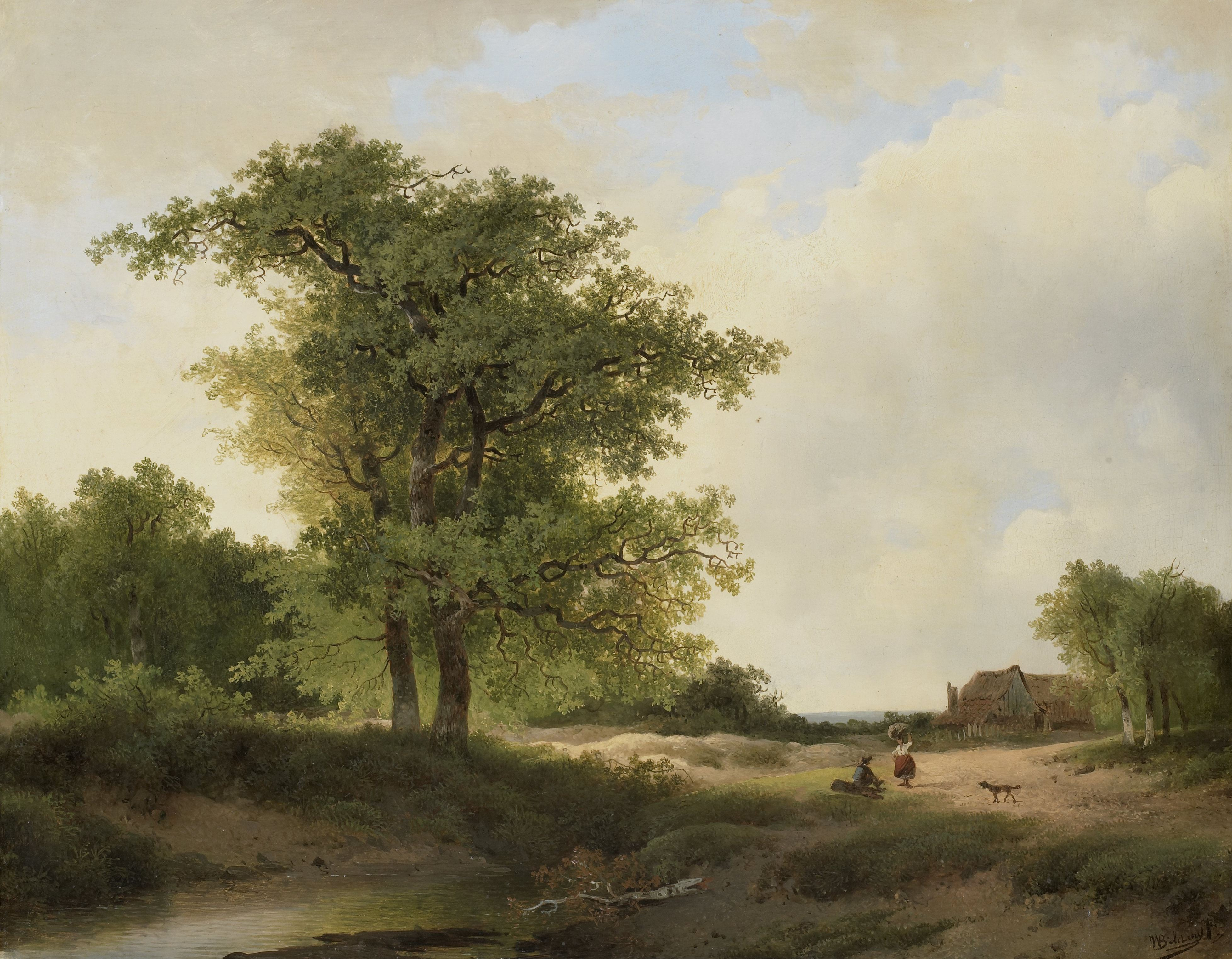
J.W. Bilders: Landscape with farm, c. 1840-50; oil on panel
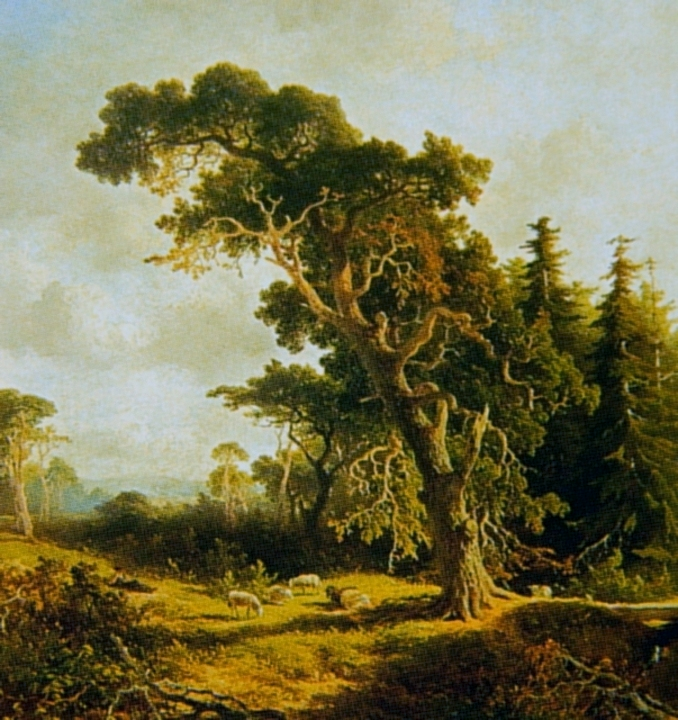
J.W. Bilders: Millennial Pine / Duizendjarige Den, c. 1850; oil-painting
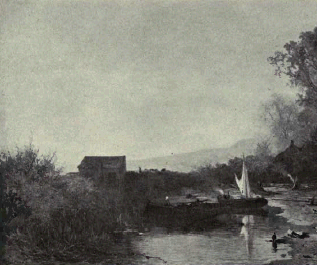
J.W. Bilders: The Little Lake
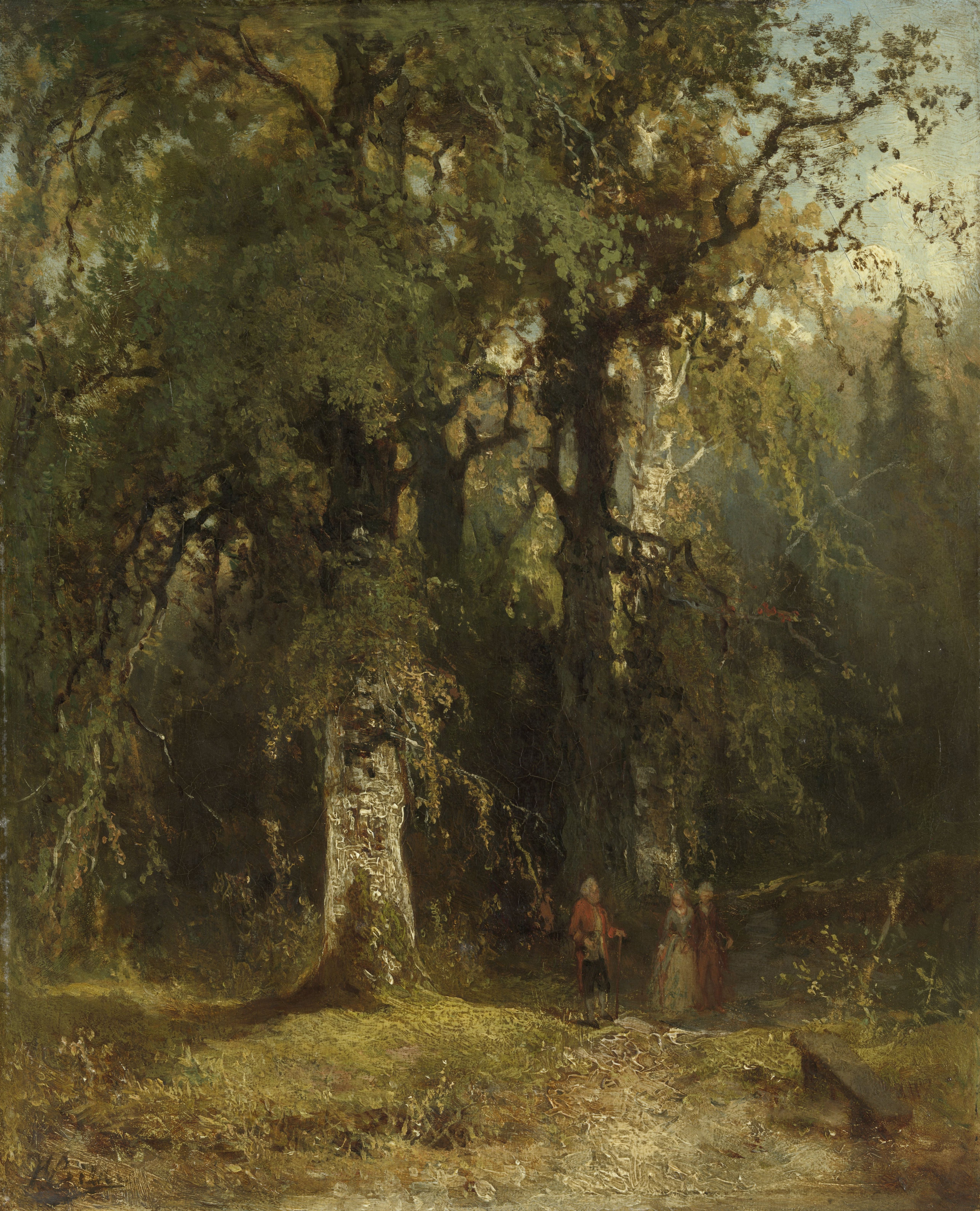
J.W. Bilders: View in the Woods, c. 1860-80; oil on canvas - collection Rijksmuseum
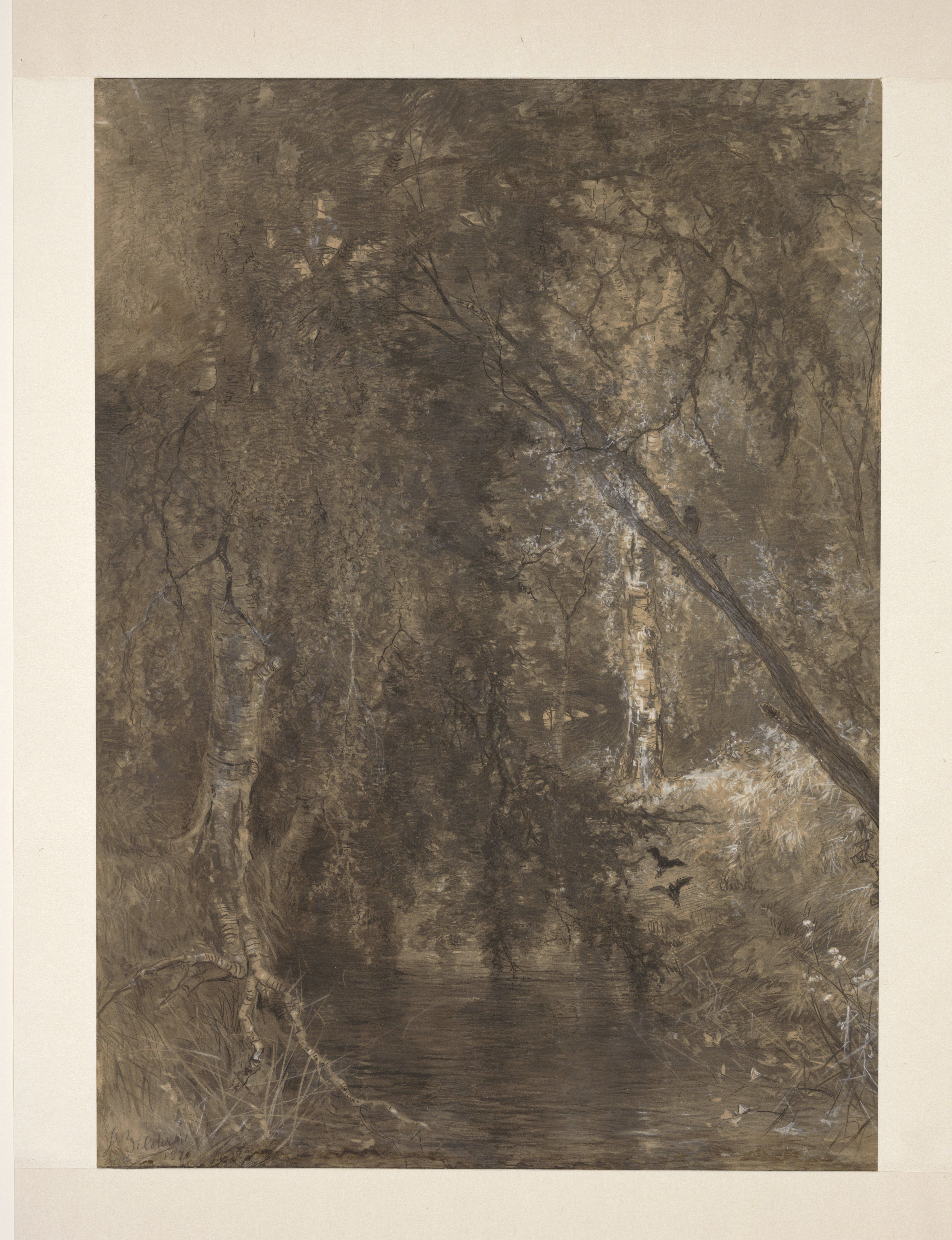
J.W. Bilders: View in the Woods with a small water, c. 1870: watercolor and pencil
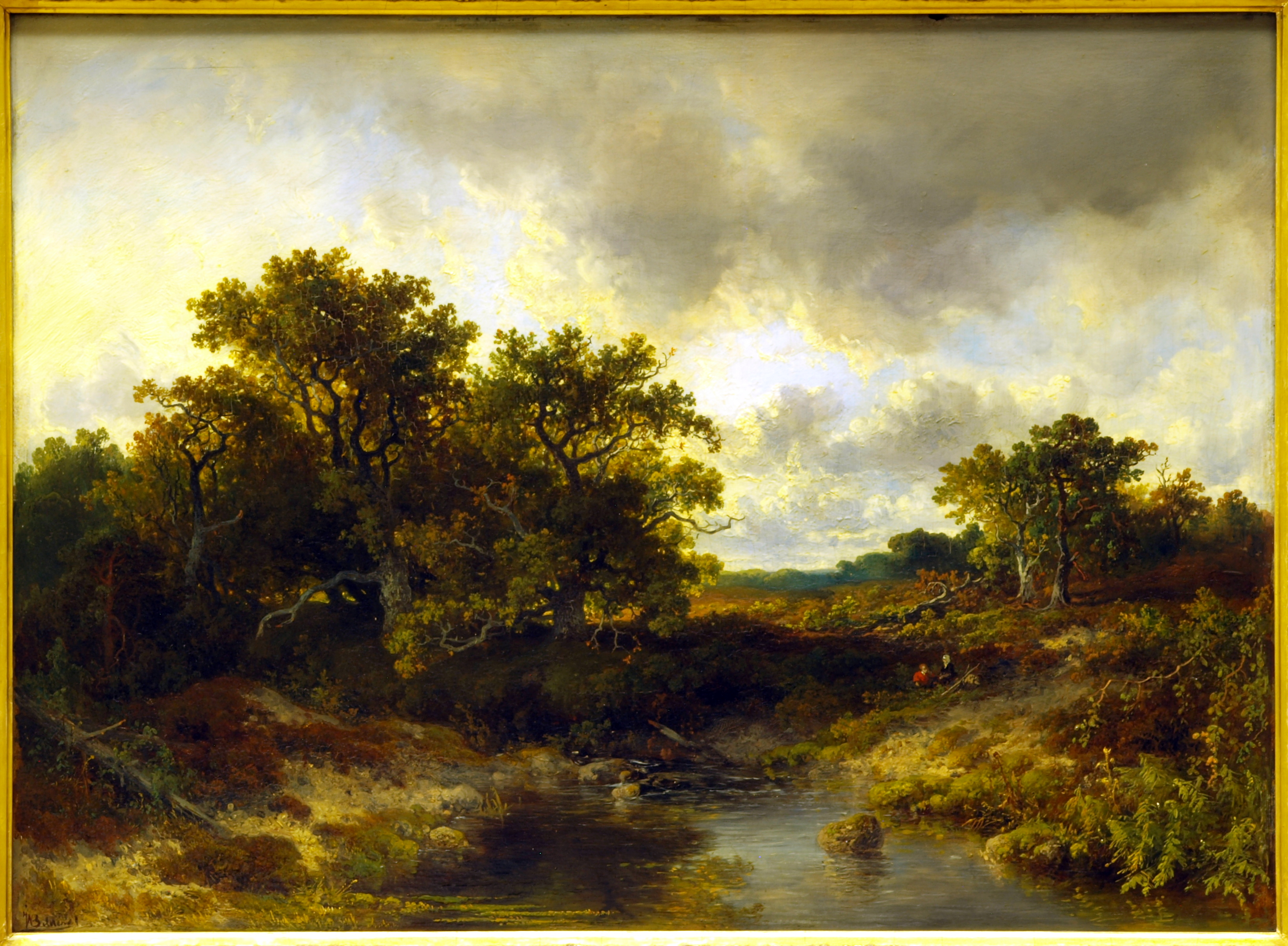
J.W. Bilders: Wolfhezen Heath, c. 1860-75; oil on canvas - collection Teylers Museum.
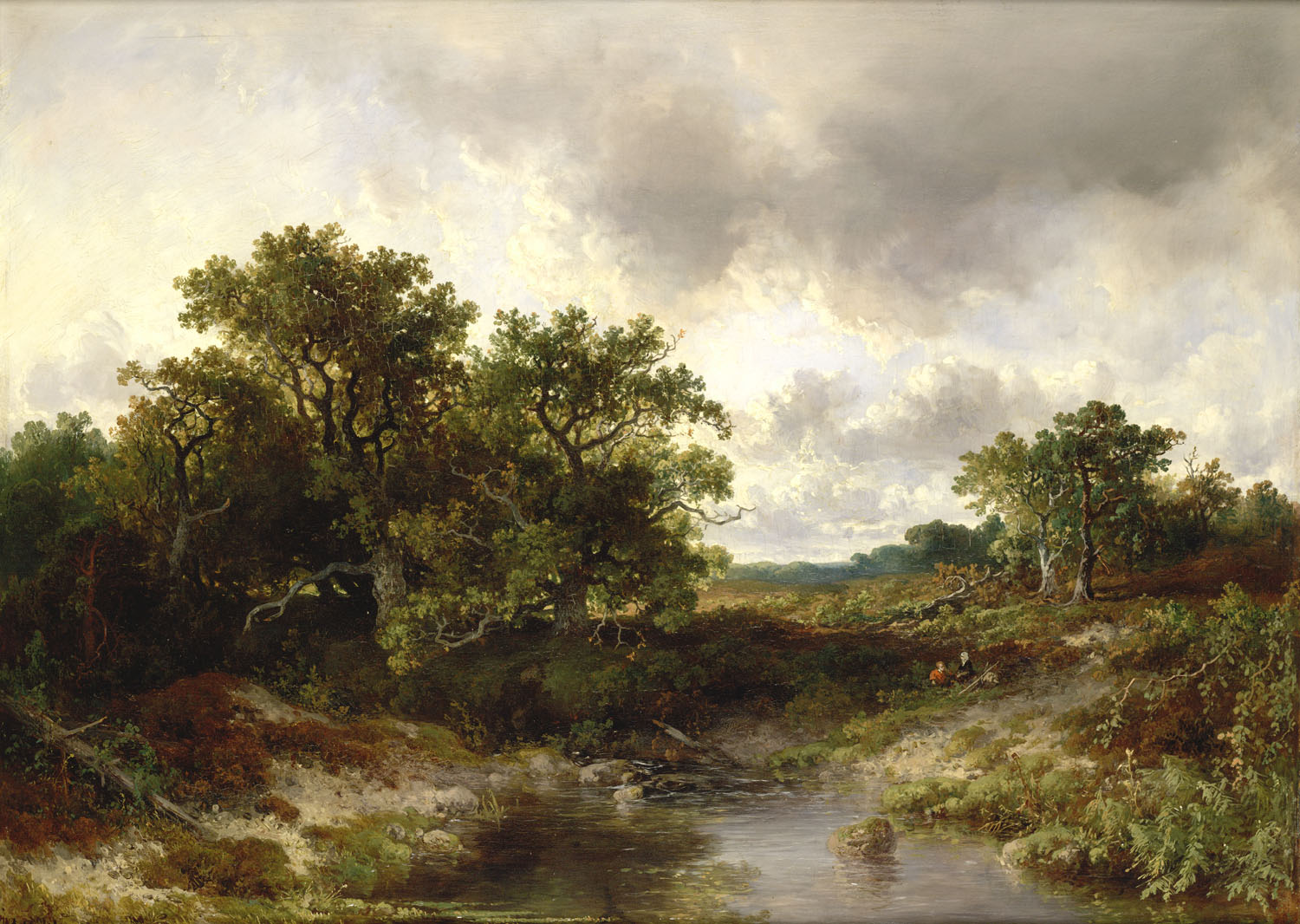
J.W. Bilders: Wolfhezen, c. 1860-75; oil on panel
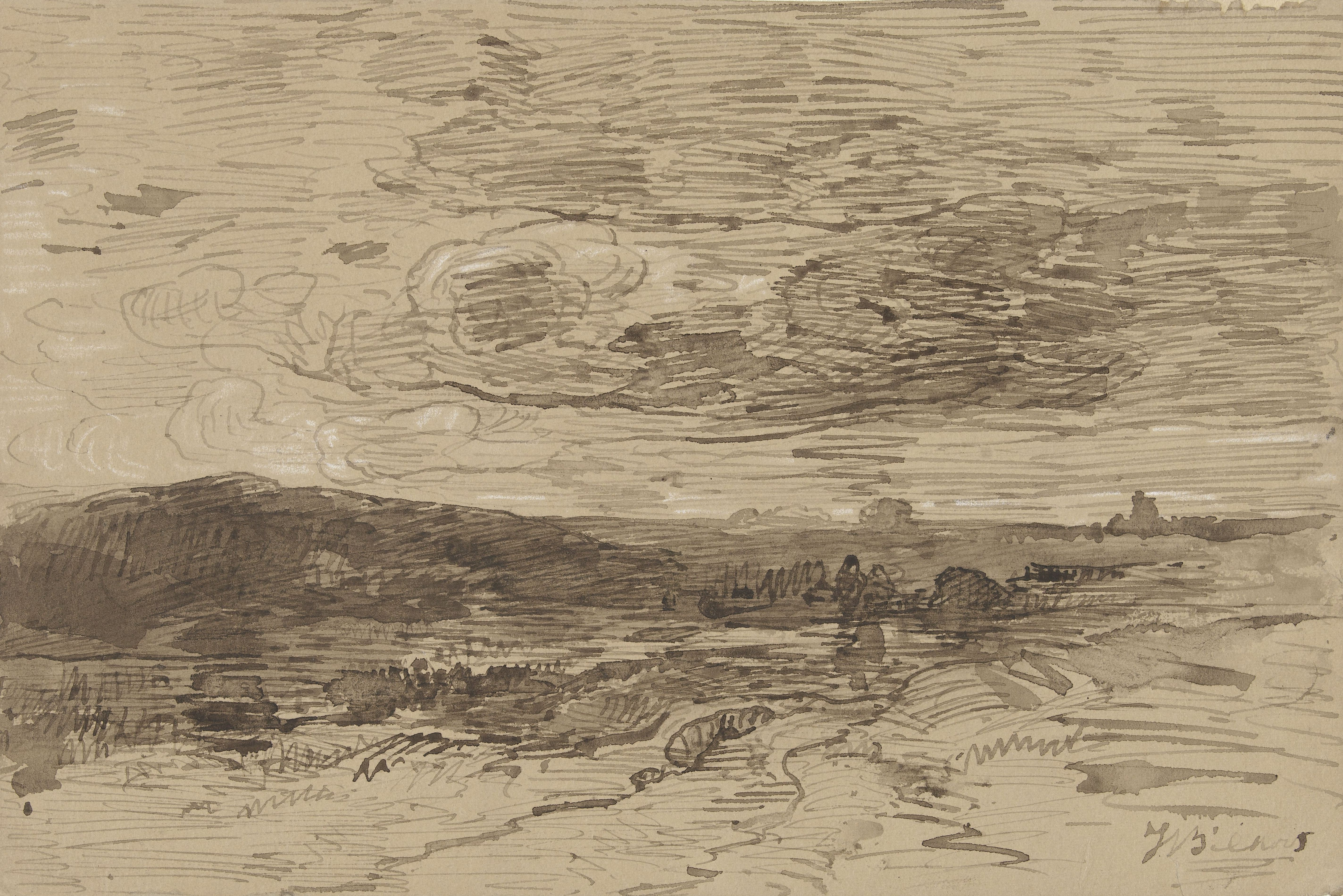
J.W. Bilders: Heath-land in Drenthe, 1880; ink-drawing
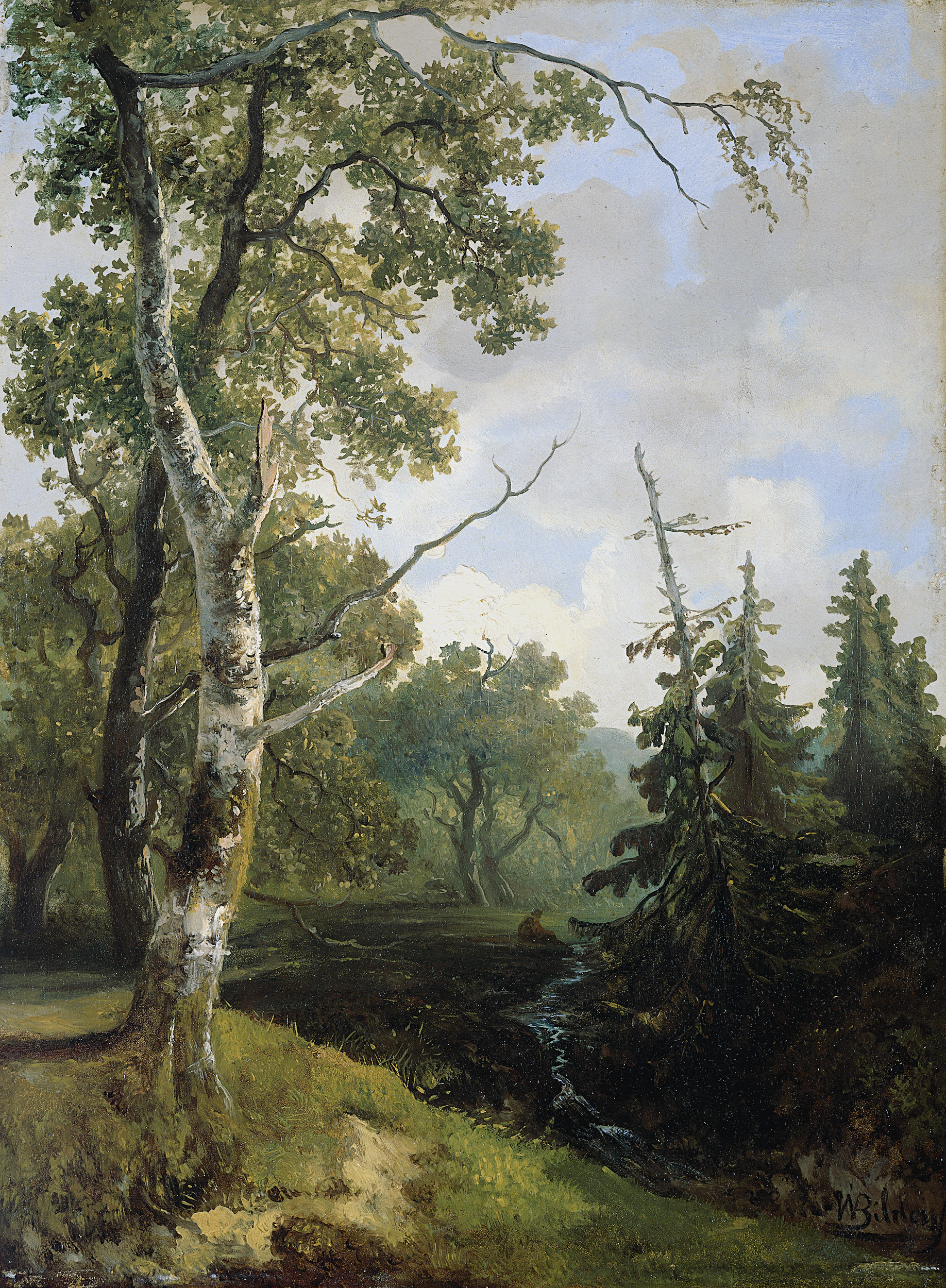
J.W. Bilders: View of the Forest near Wolfheze, c. 1870-85; oil-painting